# En-men-gal-ana
En-men-gal-ana (typographié aussi Enmengalana), roi de Bad-Tibira, est le quatrième roi antédiluvien de Sumer cité dans la Liste royale sumérienne.

## Sources
La Liste royale sumérienne est la seule source ancienne citant ce nom. 
Selon la Liste royale sumérienne, En-men-gal-ana est le second roi de Bad-Tibira qui ait régné sur Sumer après En-men-lu-ana et avant le « déluge ». Elle lui attribue un règne de 8 sars (soit 28 800 ans).
On ne sait s'il s'agit d'un personnage réel ou d'un mythe. Son règne, en tout état de cause, devrait être antérieur à 2900 av. J.-C., date communément admise du Déluge.